# Мост Цинчжоу
Мост Цинчжоу или Мост Миньцзян (кит. 青州大桥) — мост, пересекающий реку Миньцзян, расположенный на территории городского округа Фучжоу; 24-й по длине основного пролёта вантовый мост в мире (18-й в Китае). Является частью скоростных автодорог G15 Шэньян — Хайкоу и S1531 Фучжоу—Аэропорт Чанлэ.

## Характеристика
Мост соединяет западный и восточный берега реки Миньцзян на границе района Мавэй и городского уезда Чанлэ городского округа Фучжоу, соединяя экономическую зону город-спутник Чанлэ и международный аэропорт Фучжоу Чанлэ с непосредственно городскими районами.
Длина — 1 193 м. Мост представлен двухпилонным вантовым мостом с основным пролётом длиной 605 м и двумя секциями балочной конструкции с обеих сторон. Дополнительные пролёты вантовой секции по 250 м с обеих сторон и два по 40 м балочной конструкции. Высота основных башенных опор — 175,5 м, где 130 м часть над дорожным полотном. Башенные опоры моста имеют форму буквы А. Основной пролёт возвышается на 43 м над уровнем реки.
Имеет 6 полос движения (по три в обе стороны) с допустимой скоростью движения транспорта 80 км/час.
Дизайн моста был разработан институтом Bridge Reconnaissance and Design Institute. Мост был построен в период 1998—2001 года компанией Shanghai Construction Engineering Group. Технологически мост построен по принципу моста Сюйпу в Шанхае.